# Give It to Me
"Give It to Me" je pjesma američkog producenta Timbalanda s njegovog drugog samostalnog albuma Shock Value. U pjesmi gostuju Timbalandovi najbliži suradnici Nelly Furtado i Justin Timberlake. Pjesma je objavljena 6. veljače 2007. godine kao najavni singl albuma. Iste godine pjesma je bila nominirana za nagradu Grammy za "najbolju pop suradnju s vokalima".

## O pjesmi
U vejači 2007. godine "Give It to Me" je debitirala na 87. mjestu američke ljestvice Billboard Hot 100, dok je isti tjedan Nellyina pjesma "Say It Right" dospjela na prvo mjesto. Prvo mjesto ljestvice pjesma je zauzela u travnju – kada je skočila s 42. mjesta na prvo, čime je dobila titulu treće pjesme s najvećim skokom na čelno mjesto ljestvice – s prodajom od 248.000 primjeraka. "Give It to Me" je Timbalandova prva pjesma broj jedan, dok je Nelly Furtado imala njih tri, a Justin Timberlake četiri. Ujedno to je šesta pjesma broj jedan producirana od Timbalanda i Danje u razdoblju od godine dana, dok su ostalih pet "SexyBack", "My Love" i "What Goes Around.../...Comes Around" Justina Timberlakea i "Promiscuous" i "Say It Right" od Nelly Furtado.
Timbaland je pjesmom "Give It to Me" odgovorio na rivalstvo s producentom Scottom Storchom, koje je počelo u pjesmi "Cry Me a River". Prozvao ga je u stihovima: "I get a half a mil' for my beats, you get a couple grand (...) I'm a real producer and you just the piano man. Your songs don't top the charts, I heard 'em, I'm not a fan." ["Ja dobijem pola milijuna za svoje ritmove, ti dobiješ par somova. (...) Ja sam pravi producent, a ti si samo pijanist. Tvoje pjesme nisu na vrhovima ljestvica, čuo sam ih, al' nisam fan."]. Kasnije je Timbaland potvrdio da su stihovi bili upućeni Storchu. Storch je odgovorio pjesmom "Built Like That" 26. veljače 2007. godine što je rezultiralo zadnjim odgovorom repera D.O.E.-a pjesmom "Piano Man". Kraj sukoba Timbaland je potvrdio izjavom za Scratch Magazine.
Također je Nelly Furtado pjesmom odgovorila na Fergieine provokacije iz pjesme "Fergalicious" kada je rekla: "But I ain't promiscuous." ["Ali ja nisam promiskuitetna."], što je Nelly shvatila kao provokaciju za njenu uspješnju pjesmu "Promiscuous". U pjesmi "Give It to Me" Nelly je napisala stih posvećen Fergie. U pjesmi "Impacto" Daddy Yankeea Fergie je odgovorila stihom: "You got a problem? Come and say it to my face!" ["Imaš problema? Dođi i reci mi to u lice!"]. No i njihov sukob je na kraju okončan.

## Glazbeni video
Glazbeni video za pjesmu premjerno je prikazan 26. veljače 2007. godine na MTV-u. Video su režirali Paul "Coy" Allen i Timbaland. Video prikazuje Timbalanda, Nelly Furtado i Justina Timberlakea dok nastupaju na dodjeli Grammyja 2007. godine, s dodatnim kadrovima u kojima Nelly Furtado pjeva na balkonu, a Timbaland i Justin Timberlake u studiju.

## Popis pjesama
SAD 12" vinyl
1. "Give It to Me" (radio edit) – 3:33
2. "Give It to Me" (album version) – 3:58
3. "Give It to Me" (instrumental) – 3:57

Australski CD singl
1. "Give It to Me" (radio edit) – 3:33
2. "Give It to Me" (instrumental) – 3:58
3. "Come Around" (feat. M.I.A.) – 3:57
4. "Give It to Me" (music video) – 3:58

## Remix
Službeni remix pjesme nazvan je "Laff At 'Em Remix" na kojem gostuju Justin Timberlake i Jay Z. Timbalandov stih posvećen je Scottu Storchu.

## Službene verzije
- "Give It to Me" (Album Version) / (Album Version Explicit) – 3:58
- "Give It to Me" (Radio Edit) – 3:33
- "Give It to Me" (Instrumental) – 3:57
- "Give It to Me" (Laff At 'Em Remix)

## Top liste
| Top liste (2007.)                   | Najviša pozicija |
| ----------------------------------- | ---------------- |
| Australija                          | 16               |
| Austrija                            | 3                |
| Belgija (Flandrija)                 | 4                |
| Belgija (Valonija)                  | 7                |
| Czech Republic IFPI Singles Chart   | 4                |
| Europa                              | 1                |
| Finska                              | 6                |
| Francuska                           | 7                |
| Irska                               | 2                |
| Italija                             | 8                |
| Kanada                              | 1                |
| Nizozemska                          | 8                |
| Njemačka                            | 3                |
| Norveška                            | 4                |
| Novi Zeland                         | 2                |
| Rumunjska                           | 2                |
| Turkish Top 20 Chart                | 3                |
| Ujedinjeno Kraljevstvo              | 1                |
| SAD Billboard Hot 100               | 1                |
| SAD Billboard Hot R&B/Hip-Hop Songs | 38               |
| SAD Billboard Pop 100               | 1                |